# Parkia parrii
Parkia parrii é uma espécie vegetal da família Fabaceae.
Apenas pode ser encontrada nas Fiji.